# Adelheid von Burgau

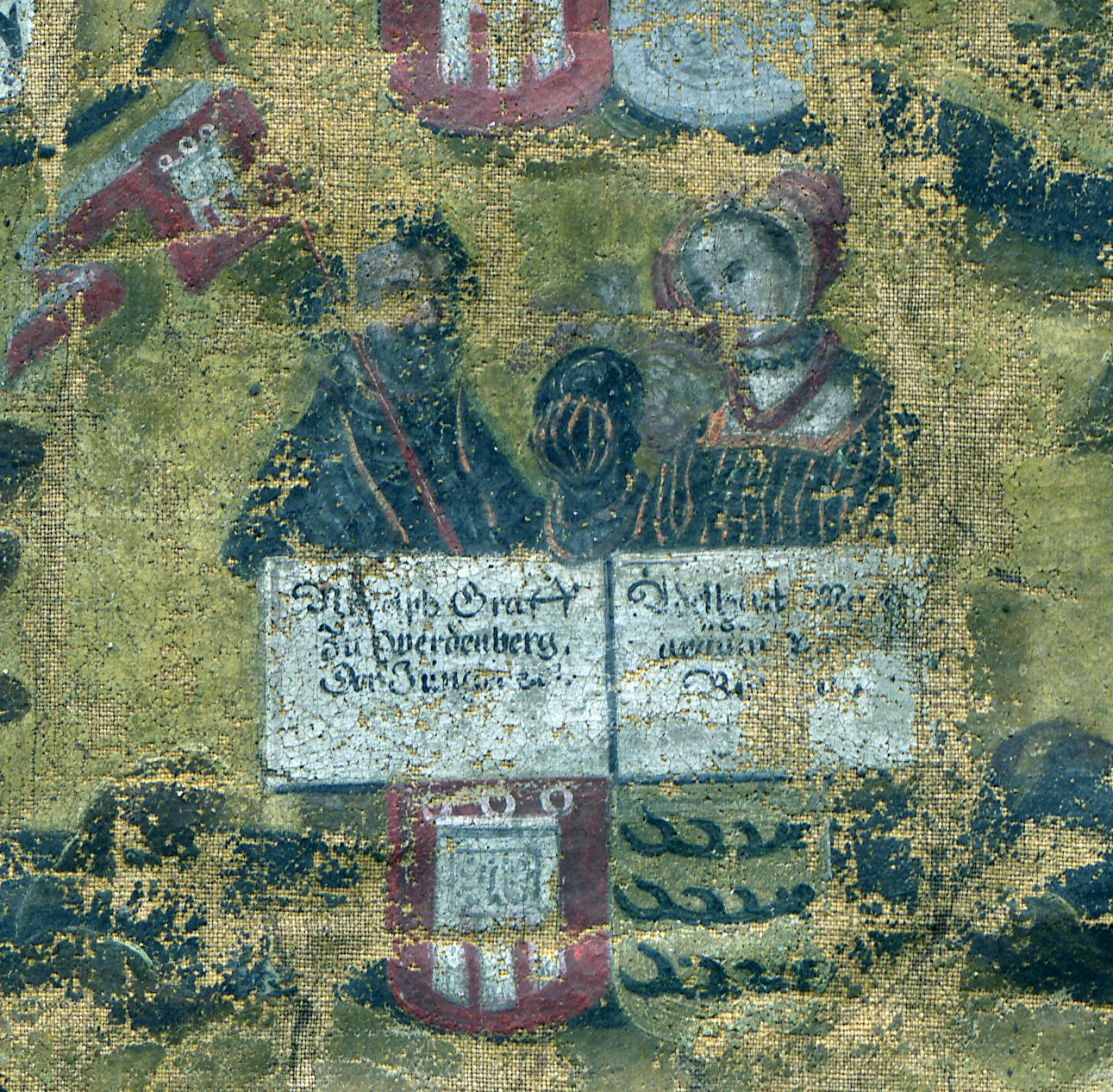
Adelheid von Burgau und Graf Rudolf II. von Werdenberg-Sargans auf der Stammtafel der Grafen von Montfort im Hauptstaatsarchiv Stuttgart

Adelheid von Burgau († um 1307) war die Tochter von Markgraf Heinrich II. von Burgau und dessen Gattin Adelheid von Albeck. Als die Edlen von Albeck ca. 1245 im Mannesstamm ausstarben, kam Albeck als Erbe über Adelheid von Albeck an die Markgrafschaft Burgau. Heinrichs Tochter Adelheid heiratete Graf Rudolf II. von Werdenberg-Sargans († um 1322), den Markgraf Heinrich II. in einer Urkunde vom 29. Juni 1289 seinen Schwiegersohn nennt. Da beide Söhne von Heinrich II. früh verstorben waren, brachte Adelheid Albeck wohl mit in ihre Ehe mit Graf Rudolf II. von Werdenberg und Sargan ein.
Durch die Heirat vergrößerte sie den Besitz ihres Gatten, der aus einer Seitenlinie der Grafen von Montfort des Geschlechts der Pfalzgrafen von Tübingen stammte. Er erhielt 1289 die Herrschaft Albeck, später erwarb er Schmalegg sowie die Vogtei über das Kloster Pfäfers.
Die Tochter Adelheid von Markgraf Heinrich II., die Rudolf II. von Werdenberg Sargans heiratete, sollte nicht mit der Tochter Adelheid von Markgrafs Heinrich II. Sohn Heinrich verwechselt werden, die Herzog Konrad II. von Teck heiratete.
Adelheids Porträt ist auf der Stammtafel der Grafen von Montfort im Hauptstaatsarchiv Stuttgart erhalten. Die Darstellung Adelheids von Burgau mit dem württembergischen Wappen, das eigentlich ihrem Urgroßvater, Graf Ludwig III. von Württemberg (* 1166, † um 1241), zustand, zeigt, dass die historische Deutung der Porträts problematisch sein kann. Die Entstehung des Gemäldes kann um 1720 datiert werden, zu einem Zeitpunkt, als der Montforter Künstler die genauen historischen Fakten nicht mehr genau kannte. Der Künstler nannte sich ein „gehorsamster Caplan“, aber sein Name ist so stark abgerieben, dass er nicht mehr lesbar ist. Der konkrete Anlass für die Erstellung der Stammtafel ist nicht überliefert. Möglicherweise war sie 1722 ein Hochzeitsgeschenk des Grafen Ernst an seine Braut Antonia von Waldburg-Scheer und schmückte dann den Empfangssaal eines der Montfortschlösser oder sie war Instrument einer dynastischen Selbstversicherung im Rahmen der Bemühungen der Familie um Aufnahme in den Reichsfürstenstand.